# 费尔明·帕拉西奥斯

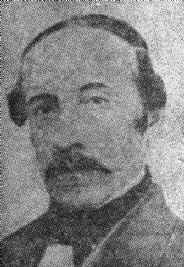
费尔明·帕拉西奥斯

费尔明·帕拉西奥斯（Fermín Palacios）四次任萨尔瓦多总统：（1844年2月1日-1844年2月7日；1844年2月16日-1845年4月25日；1846年2月1日- 1846年2月21日；与1846年7月12日-1846年7月21日）。